# Bush Doctor (zespół muzyczny)
Bush Doctor – polski zespół rockowy powstały w roku 1985 w Zgorzelcu. 

## Historia
Grupa powstała w Zgorzelcu w 1985 roku. Opierali się na różnych stylach: punk, reggae, ska, funk, dub, rap. Ich inspiracją były takie grupy jak Chumbawamba czy Bad Brains. 
Słynęli z bardzo zaangażowanych, politycznych tekstów. 
Podczas koncertu w Jarocinie 1989 wywołali skandal swoim koncertem, który był połączonym z politycznym happeningiem. Wystąpili wtedy w koszulkach z podobizną Wojciecha Jaruzelskiego i napisem „wanted dead or alive”, co wywołało duże poruszenie. W ramach konkursu zdobyli drugie miejsce w plebiscycie publiczności.
Grali głównie lokalne koncerty, brali udział w spektakularnych występach w Jarocinie czy II Zlocie Międzymiastówki Anarchistycznej w 1989 roku w Dobrzeniu Wielkim.
Zespół rozpadli się na początku lat 90.

## Skład
- Jarek Mielnik – gitara
- Paweł Babiarz – bass
- Sebastian „Hipek" Stępień – wokal
- Artur „Mały" Piorun – perkusja

Z grupą ściśle współpracował Mirosław „Maken" Dzięciołowski – jako manager i gościnny wokalista oraz wielu przyjaciół.
Wokalista Sebastian występował po rozpadzie zespołu Dr Hipno – jeden z DJ-ów ekipy Hinzka Ambasada Sound System.
Pozostali muzycy zakończyli działalność muzyczną.

## Dyskografia
- 1988 kaseta - składanka "Wolność Słowa" - ZK Tapes, potem reedycja GZG Records - kompilacja utworów polskich zespołów, które nie przeszły przez sito ówczesnej cenzury, Bush Doctor – „Wolność Słowa" oraz „Mam bronić kraju", wersja dub [2]
- 1992 kaseta "Live" - Arlekin Tapes – koncert zarejestrowany w MDK Zgorzelec 3.06.1989 – dzień przed pierwszymi wolnymi wyborami w Polsce[3]